# Exochella longirostris
Exochella longirostris is een mosdiertjessoort uit de familie van de Exochellidae. De wetenschappelijke naam van de soort is voor het eerst geldig gepubliceerd in 1888 door Jullien.